# North Killingholme
North Killingholme is een civil parish in het bestuurlijke gebied North Lincolnshire, in het Engelse graafschap Lincolnshire met 292 inwoners.